# Eucalyptus delegatensis
Eucalyptus delegatensis  (лат.) — вид цветковых растений рода Эвкалипт (Eucalyptus) семейства Миртовые (Myrtaceae), родом с востока Австралии.

## Ботаническое описание
Крепкое сероствольное дерево, в благоприятных условиях достигает высоты около 90 м. Наиболее высокий экземпляр произрастает в Тасмании и достигает 87,9 м. Поэтому вид Eucalyptus delegatensis входит в десятку самых высоких деревьев. Из цветковых растений только эвкалипт царственный (Eucalyptus regnans) достигает большей высоты, а эвкалипт шаровидный (Eucalyptus globulus), эвкалипт прутовидный (Eucalyptus viminalis), эвкалипт косой (Eucalyptus obliqua), Shorea faguetiana, Koompassia excelsa, а также, возможно, эвкалипт блестящий (Eucalyptus nitens) и Allantospermum borneense имеют ту же высоту.
У основания ствола кора толстая и волокнистая, а на молодых ветвях — гладкая. У тасманийских подвидов ствол и крупные ветки имеют толстую кору; у континентальных видов на грубую кору приходится только половина коры ствола.

## Распространение и местообитание
Вид родом из умеренной и субальпийской зон юго-востока Австралии. Предпочитает прохладные, каменистые, хорошо дренированные почвы горных зон на высоте 850—1500 м над уровнем моря в Виктории и Новом Южном Уэльсе. E. d. subsp. tasmaniensis встречается на большей части высокогорных территорий Тасмании, кроме юго-запада острова. 
Eucalyptus delegatensis нужно, по австралийским меркам, очень большое количество годовых осадков — свыше 1200 мм, а зимой — снег и морозы. 
Этот вид обычно растёт отдельными группами и размножается только семенами. Если случайный пожар не оказывает значительного влияния на такой лес, то последующие пожары в этой местности могут полностью его уничтожить, так как сеянцам необходимо минимум 20 лет для достижения половой зрелости. 
В жару лес из Eucalyptus delegatensis испускает приятный камфорный аромат.

## Хозяйственное значение и применение
Eucalyptus delegatensis — важная древесная порода.